# Дальневосточная квакша
Дальневосточная квакша, или восточносибирская квакша (лат. Dryophytes japonicus) — земноводное семейства квакш.

## Описание
Длина тела 30—52 мм. Кожа спины гладкая, кожа брюха зернистая. Тёмная полоса на боках тела часто распадается на точки и частично редуцируется. Очень схожа с обыкновенной квакшей, отличаясь от неё рядом признаков: отсутствует паховая петля, под глазом обычно имеется тёмное пятно, задние ноги несколько короче. Некоторые авторы рассматривают дальневосточную квакшу как подвид обыкновенной.

## Ареал
Дальневосточная квакша распространена в Японии, Корее, восточном Китае, северной Монголии, в России — на Дальнем Востоке России и в Забайкалье, на Сахалине, островах Кунашир и Шикотан. Отсутствует на островах архипелага Хабомаи.